# Eilean Trodday
Eilean Trodday (du Gaélique écossais signifiant île des trolls) est une île du Minch, située au large de la côte nord de la péninsule de Trotternish en Écosse.
Eilean Trodday s'étend sur environ 38 hectares et le littoral comporte diverses grottes et stacks. L'île était autrefois habitée et on y trouve les ruines d'une petite chapelle qui aurait pu être dédiée à Saint Columba, .

## Phare

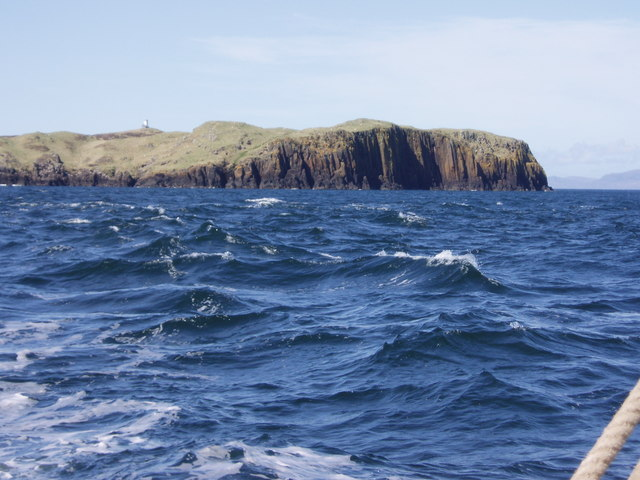
Eilean Trodday, phare à peine visible.

Au sommet de l'île, à 45 mètres au-dessus du niveau de la mer, un phare a été construit par David et Charles Alexander Stevenson en 1908. Désormais feu à secteurs mineur, il marque la route vers le nord du Minch.

## Naufrages
Le chalutier néerlandais Alexanders s'est échoué et a coulé du côté sud d'Eilean Trodday le 29 janvier 1974. 
Le 2 mai 1976, le caboteur allemand Nordhuk transportait une cargaison de céréales de Göteborg à Liverpool. Fonctionnant en pilote automatique, il heurte la côte nord-est de l'île près du phare et coule par 28 mètre de fond. La partie arrière du navire reste intacte à environ 100 mètres au large.
Le chalutier immatriculé à Banff, Brothers BF138, fait naufrage sur Eilean Trodday le matin du 1er juin 2006, faisant deux morts.

## Site de plongée
L'île est un excellent site de plongée avec l'épave du Nordhuk et la présence d'anémones-bijou multicolores,.